# Spijk (Zevenaar)

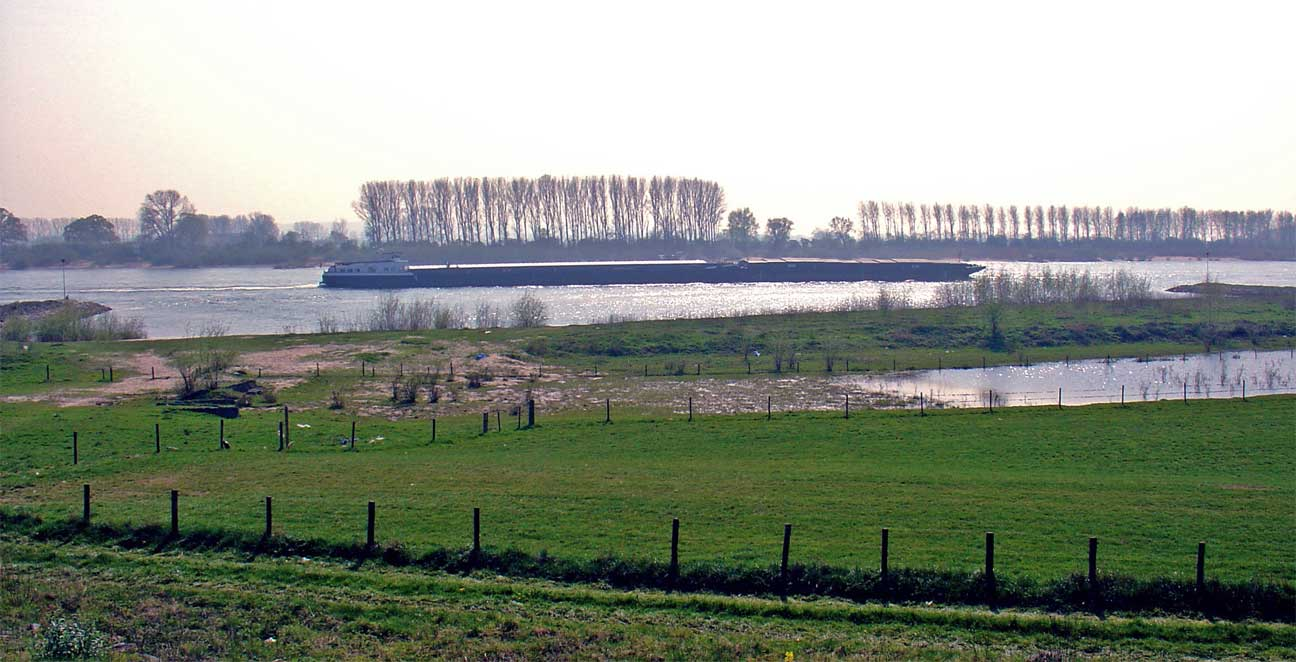
Der Rhein bei Spijk

Spijk ist ein Dorf in der Gemeinde Zevenaar in der niederländischen Provinz Gelderland. Es liegt am Provinzialweg N 811 direkt an der deutschen Grenze am Eintritt des Rheins in niederländisches Gebiet.

## Geschichte
Spijk entstand um 1900 für Arbeiter der Backsteinfabriken. 1985 bis 2017 gehörte das Dorf zur Gemeinde Rijnwaarden. Zum 1. Januar 2018 wurde die Gemeinde aufgelöst und mit Zevenaar zusammengeschlossen.

## Sehenswürdigkeiten
- Historischer Flussdrehkran am Rhein aus den 1930er Jahren
- Majellakirche von 1914 (2023 geschlossen)[2]
- Pfarrhaus von 1914